# Генчо Кръстинов
Генчо Димов Кръстинов е български офицер, генерал-майор от медицинската служба и професор, един от основоположниците на кардиохирургията в България наред с генерал Коста Стоянов.

## Биография
Роден е на 26 февруари 1915 г. в град Шипка. Завършва средно образование в Казанлък. През 1929 г. става член на РМС, а през 1944 г. и на БКП. През 1934 г. е изключен от гимназията за комунистическа дейност и завършва през 1936 г. Започва да учи медицина в Букурещ, но завършва в София през 1942 г. От 1942 до 1945 г. е селски лекар в Старосел. Мобилизиран в армията избягва при югославските партизани и е техен лекар. По време на Втората световна война подпомага партизаните от Втора средногорска бригада и е лекар на Втора Пловдивска въстаническа оперативна зона. Участва във войната след 9 септември 1944 г. като щабен лекар. Между 1945 и 1948 г. е асистент в Катедрата по болнична хирургия в Пловдивския медицински институт. След това е в хирургичното отделение на Военната болница в Пловдив. От 1949 до 1951 г. специализира гръдна и военнополева хирургия в Санкт Петербург. Между 1951 и 1953 г. е началник на хирургичното отделение в Пловдив. Оперира заедно с Коста Стоянов и Йовчо Топалов.
През 1952 г. накарва един от неговите сътрудници да конструира апарат за външно кръвообращение. За първи път в България използва метода хипотермия в операция (сваляне на температурата на пациента до 26 градуса), оперира аневризъм на аортата и прави байпас. През 1955 г. заминава за Корея, където се води война, като част от българската медицинска бригада. Остава там за 1 година. От 1960 г. е професор. От 1960 до 1962 г. е пръв ректор на ВВМИ. В периода 1960 – 1980 г. е последователно началник на Катедрата по военнополева хирургия и на Клиниката по по гръдно-сърдечно-съдова хирургия към ВВМИ. От 1965 до 1980 г. е главен хирург на армията. През 1967 г. става генерал-майор от медицинската служба. Между 1974 и 1979 г. е председател на Републиканското научно медицинско дружество по хирургия. С указ № 416 от 25 февруари 1975 г. е обявен за герой на социалистическия труд. Награждаван е с ордените „Народна република България“ III ст., „9 септември 1944 г.“ I ст., „Кирил и Методий“ I ст., „Георги Димитров“. Член на Всесъюзното хирургично дружество на СССР (1974), Балканския медицински съюз (1975), Хирургичното дружество на Куба (1976), Хирургичното дружество на Чехословакия (1976) и други. Автор е на 20 монографии и над 300 научни съобщения. Умира през 2003 г. Дъщеря му Дарина Кръстинова е пластичен хирург.

## Трудове
- Артериални дефекти и тяхното хирургично лечение (1956)
- Кръстинов, Г. (ред.) Нови проблеми в хирургията. Мед. и физк., София, 1968, 268 с
- Консервиране и трансплантация на тъкани и органи (1972)
- с Димитър Шишманов и Тодор Даскалов. Коарктация на аортата. Изд. Христо Г. Данов, 1976